# Port lotniczy Abou-Deia
Port lotniczy Abou-Deia – port lotniczy położony w Abou-Deia, w Czadzie.